# Pierre-Marie Deloof
Pierre-Marie Deloof (Brugge, 29 september 1964) is een Belgisch roeier.
Deloof behaalde als toproeier onder andere samen met club- en stadgenoot en oud-bondscoach Dirk Crois een zilveren medaille op de Olympische Zomerspelen 1984 van Los Angeles samen met clubgenote Ann Haesebrouck, die daar brons behaalde in de skiff.
Dat gebeurde voor het eerst na dertig jaar zonder Belgische Olympische medailleoogst in de roeisport. Ook wereldkampioen lichtgewicht in de skiff Wim Van Belleghem is afkomstig uit dezelfde club die in die periode korte tijd succesvol is geweest door het periodiek aantrekken van enkele bekende buitenlandse toptrainers.
Deloof had tijdens zijn jeugdjaren in de juniorcategorie in het skiffnummer al bewezen
iets in zijn mars te hebben op topniveau. Vandaag is hij de beheerder van een familiebedrijf in bouwmaterialen langs het Boudewijnkanaal.